# Loi du 22 juillet 1993 réformant le droit de la nationalité
Lire en ligne

Sur Légifrance : Texte de la loi

La loi n°93-933 du 22 juillet 1993 réformant le droit de la nationalité, dite « loi Méhaignerie Nationalité française », introduit la condition de « manifestation de volonté » pour l'acquisition de la nationalité française,.
Elle a fait l'objet d'un recours devant le Conseil constitutionnel (décision n° 93-321 DC du 20 juillet 1993).

## Précédents

### L'échec de la loi Chalandon
En 1986, le ministre Chalandon propose une loi visant à supprimer l'automaticité du droit du sol. Celle-ci est cependant abandonnée. Elle prévoyait que les enfants nés en France de parents étrangers doivent faire une demande de naturalisations auprès d'un juge. Le Conseil constitutionnel a refusé cette dernière mesure, jugeant qu'elle limitait trop le droit du sol. En outre, des manifestations étudiantes ont contribué à faire reculer le gouvernement.

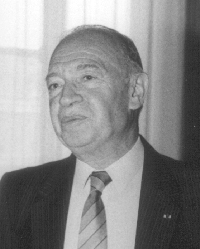
Marceau Long a présidé la commission à l'origine de cette loi convoquée en 1987 par Jacques Chirac.

### Le rapport Long
Après l'échec de la loi Chalandon, Jacques Chirac convoque en 1987 une commission présidée par Marceau Long en prévision d'une future refonte du code de la nationalité. Cette commission constitue la base théorique du nouveau projet de loi reprenant les idées du projet Chalandon. Ce rapport a été publié sous le titre Être français aujourd'hui et demain en 1988.
Cette commission a auditionné un certain nombre de personnes et de groupes. Parmi ceux-ci ont été représentées différentes positions, depuis celles qui défendent une vision élitiste, voire xénophobe, de la nationalité en fustigeant les « Français de papier », comme c'est le cas du Club de l'Horloge, à celles qui défendent une vision pragmatique de la nationalité comme une acculturation passant par l'éducation. Finalement, c'est un terme pensé comme mitoyen qui est adopté, représenté notamment par Alain Finkielkraut, l'idée que c'est un acte de volonté individuelle qui doit signifier l'obtention de la nationalité. C'est cette proposition qui est retenue dans le cadre de la loi.

### Réception médiatique du rapport
Le rapport fut loué pour avoir réussi à créer un accord consensuel sur une question politique. Certains groupes émirent des critiques à l'égard de ce rapport. Ce furent notamment le cas du Club de l'Horloge qui lui reprochait de laisser trop de place au droit du sol, ou de SOS-Racisme qui lui reprochait de ne pas laisser assez de place au droit du sol.

## Parcours législatif

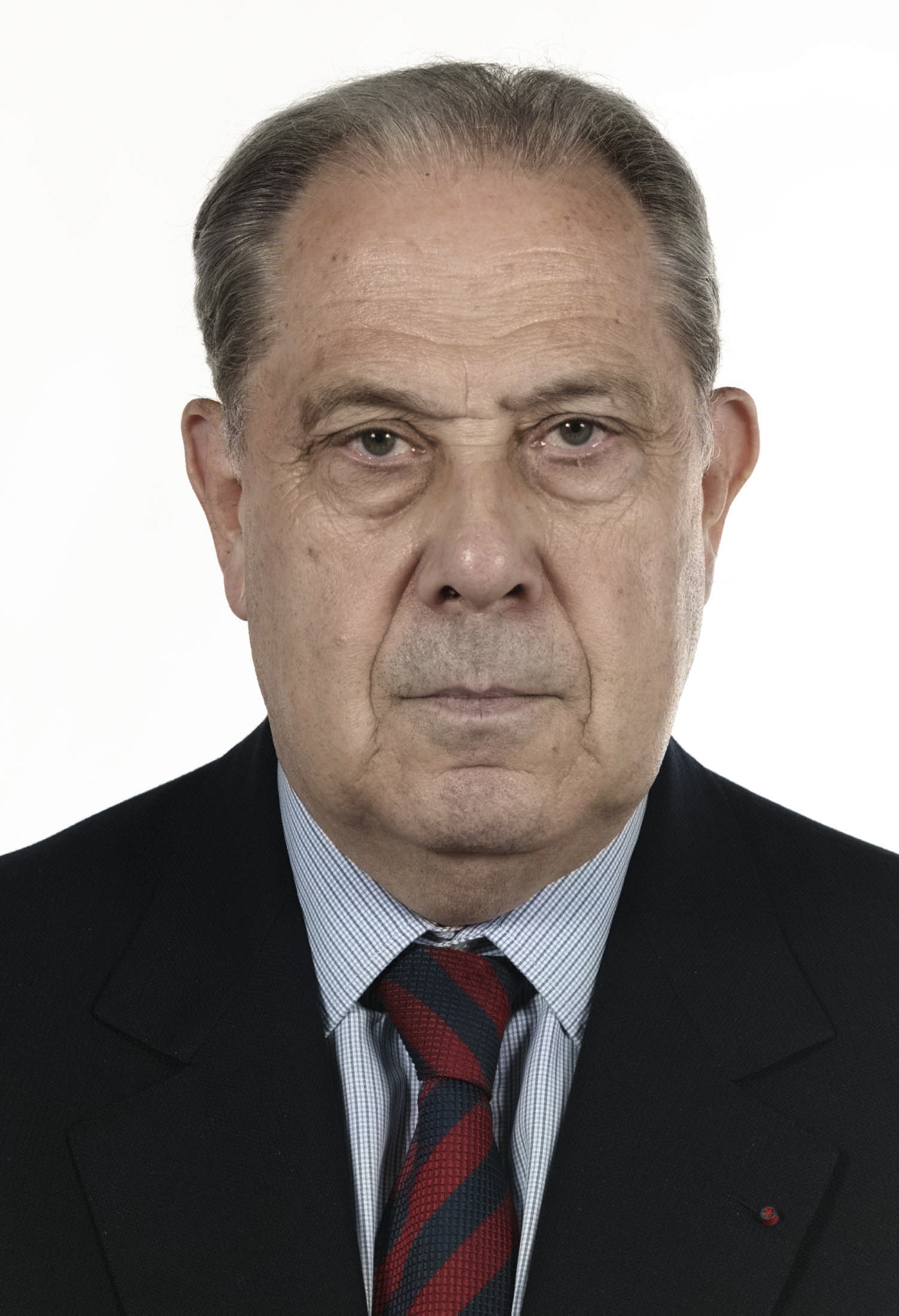
Charles Pasqua a proposé cette loi au Sénat en 1990.

### Navette
Le texte de la loi a été déposé au Sénat par le député Charles Pasqua le 7 juin 1990 et a été adopté en séance publique le 20 juin sans débat par les forces du RPR. Il est ensuite passé en commission à l'Assemblée nationale après avoir été transmis le 8 avril 1993 et a été modifié en séance publique le 13 mai 1993, après avoir été passé par la commission dirigée par Pierre Mazeaud. Adopté en deuxième lecture par le Sénat le 17 juin 1993 et adopté définitivement par l'assemblée nationale le 24 juin 1993, la loi a été promulguée et publiée dans le Journal Officiel le 23 juillet 1993.

### Débats

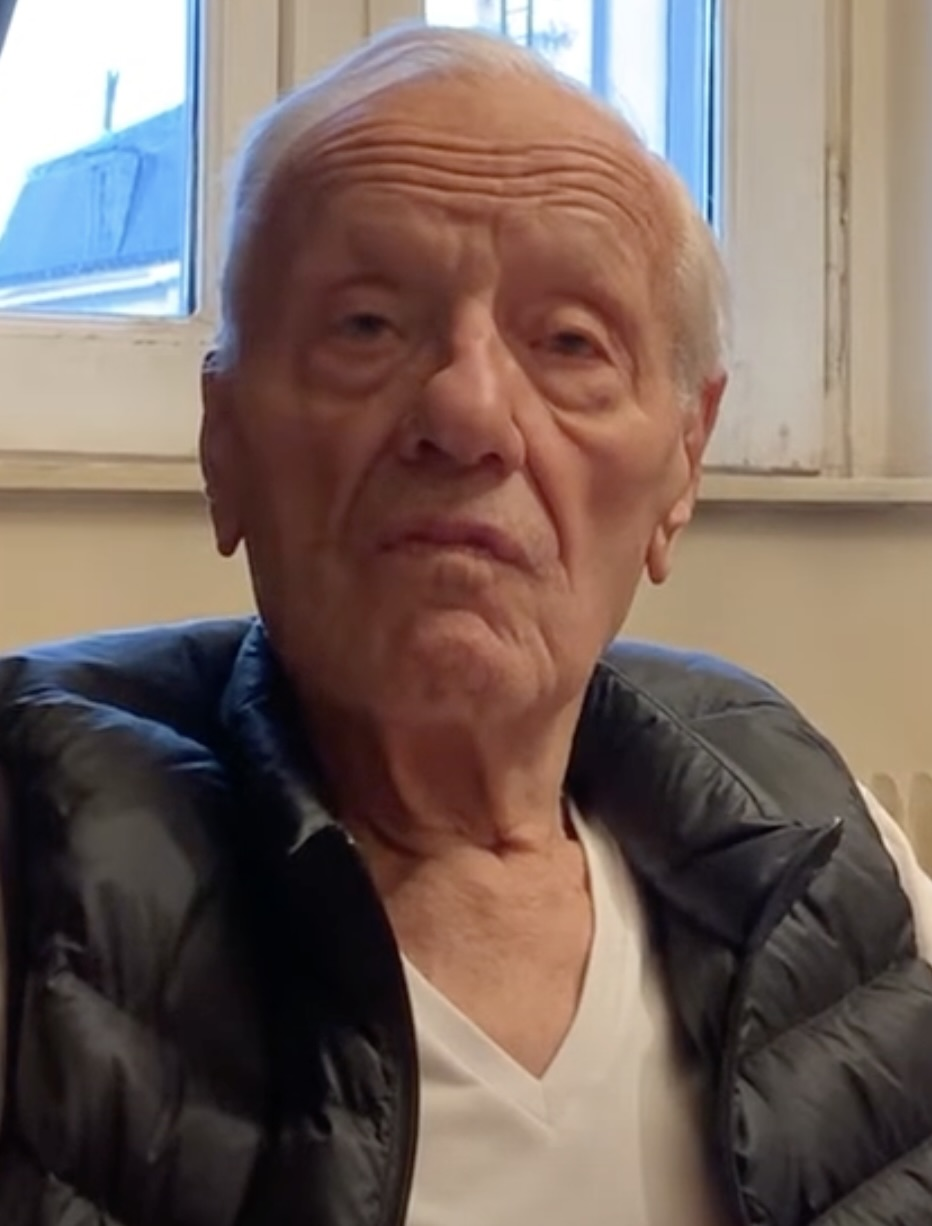
Pierre Mazeaud a dirigé la commission d'étude de cette loi à l'Assemblée nationale en 1993.

Les débats parlementaires révélèrent les motivations ayant conduit au vote de la loi. Celle-ci a pour première ambition de répondre à l'« inquiétude de la population », selon le mot de Xavier de Villepin. Il s'agit donc de répondre à une pression populaire fantasmée et à une peur de l'étranger attisée par les médias. En effet, l'immigration est régulièrement présenté comme un danger, devenue extra-européenne, massive, elle ne pourrait donc plus s'intégrer comme les Français le souhaiteraient. Ces thèses reprennent donc un argumentaire propre à l'extrême droite fustigeant le danger imaginaire des populations immigrées pour les « valeurs » européennes car elles porteraient les « germes d'une confusion déstructurantes » (Pierre Louvot). Cette loi vise donc à restreindre les possibilité d'acquérir la nationalité française afin de la protéger. Cette conception de la nationalité est donc essentiellement idéologique, et n'est plus pragmatique, elle se fait au nom d'une certaine idée de l'union nationale et de stéréotypes racistes.

## Contenu

### Droit du sol
Cette loi constitue un retour sur le droit du sol dans la mesure où elle repose sur une conception de la nationalité fondée sur la démarche individuelle et volontaire d'adhésion à la nationalité française. En effet, l'enfant doit manifester sa volonté d'obtenir la nationalité française, obtention qui perd dès lors tout automatisme. Tous les jeunes étrangers nés en France ayant entre 16 et 21 ans, s'ils veulent obtenir la nationalité, doivent donc appliquer des démarches administratives complexes. Si l'enfant est majeur au moment de sa demande, des condamnations pénales ou l'existence d'une mesure d'expulsion ou d'interdiction du territoire peuvent empêcher l'acquisition de la nationalité. En revanche, pour l'enfant mineur, la procédure est automatique et peut être faite sans l'autorisation des parents.
En outre, les parents ne peuvent plus, pendant la minorité de leur enfant, demander pour lui la nationalité française par simple déclaration, car ce serait une anticipation sur la manifestation de volonté de l'enfant, qui serait dès lors privé du choix de sa nationalité. Ces deux premières mesures furent inspirées par la commission Long.

### Double droit du sol
En outre, cette loi abroge le droit des enfants, né en France de parents eux-même nés dans les anciennes colonies, de devenir Français. Cette mesure constitue un recul du double droit du sol. Cette mesure était présentée dans la réforme Long comme une mise à jour du législateur contre une dispositions anachroniques, mais, dans les faits, c'est une réforme raciste qui vise surtout à pénaliser les populations d'origine nord-africaine qui bénéficiaient encore de cette loi. Cette disposition contient néanmoins une exception pour les enfants de parents nés en Algérie. Néanmoins, ces enfants doivent pouvoir justifier qu'au moment de leur naissance l'un au moins de leurs parents résidait régulièrement en France depuis cinq ans. cette disposition a été ajoutée lors des débats parlementaires pour empêcher les installations d'Algériens en France.

### Les conjoints de Français
Les conjoints de Français ne pourront plus acquérir la nationalité française par déclaration qu'au bout de deux ans de mariage et de vie commune (le délai était auparavant de six mois). Ce délai est néanmoins supprimé si le couple a des enfants. Si les époux cessent leur vie commune dans l'année suivant l'enregistrement de la déclaration, cela peut constituer une suspicion de fraude permettant d'annuler la déclaration.

## Conséquences
Cette loi fragilise considérablement le droit du sol. L'acquisition de la nationalité n'est plus automatique et doit désormais faire l'objet de démarches menées par l'enfant en personne auprès des administrations françaises. De ce fait, cette loi risque de pénaliser les jeunes en marge du système scolaire ou des réseaux de sociabilités strictement français qui risquent de mal connaître leur droit. De plus, cette loi crée une distinction entre les jeunes français et les jeunes nés en France de parents étrangers dans la mesure où les seconds doivent faire au milieu de leur adolescence une décision fondamentale et susceptible de créer des fractures (familiales, amicales, etc.) que leurs camarades ne doivent pas faire.

## Oppositions
Le Gisti s'est engagé en amont du vote de la loi en diffusant et rédigeant des brochures destinées aux députés et aux citoyens, partageant un argumentaire contre cette loi. L'association utilise dans ce cadre sa revue, Plein-Droit, notamment en y publiant l'éditorial « Une, deux, trois lois Pasqua » dans le numéro 21 mais aussi en critiquant les changements législatifs dans les deux numéros suivants. L'association publie aussi des articles dans la presse, notamment dans le journal Libération. Elle participe même à la publication d'une bande dessinée intitulée KimAliMoussa ou comment obtenir sa nationalité française. La revue Hommes et Migrations a aussi proposé un numéro critique contre cette loi, l'année suivante.